# Yvonne Hirdman

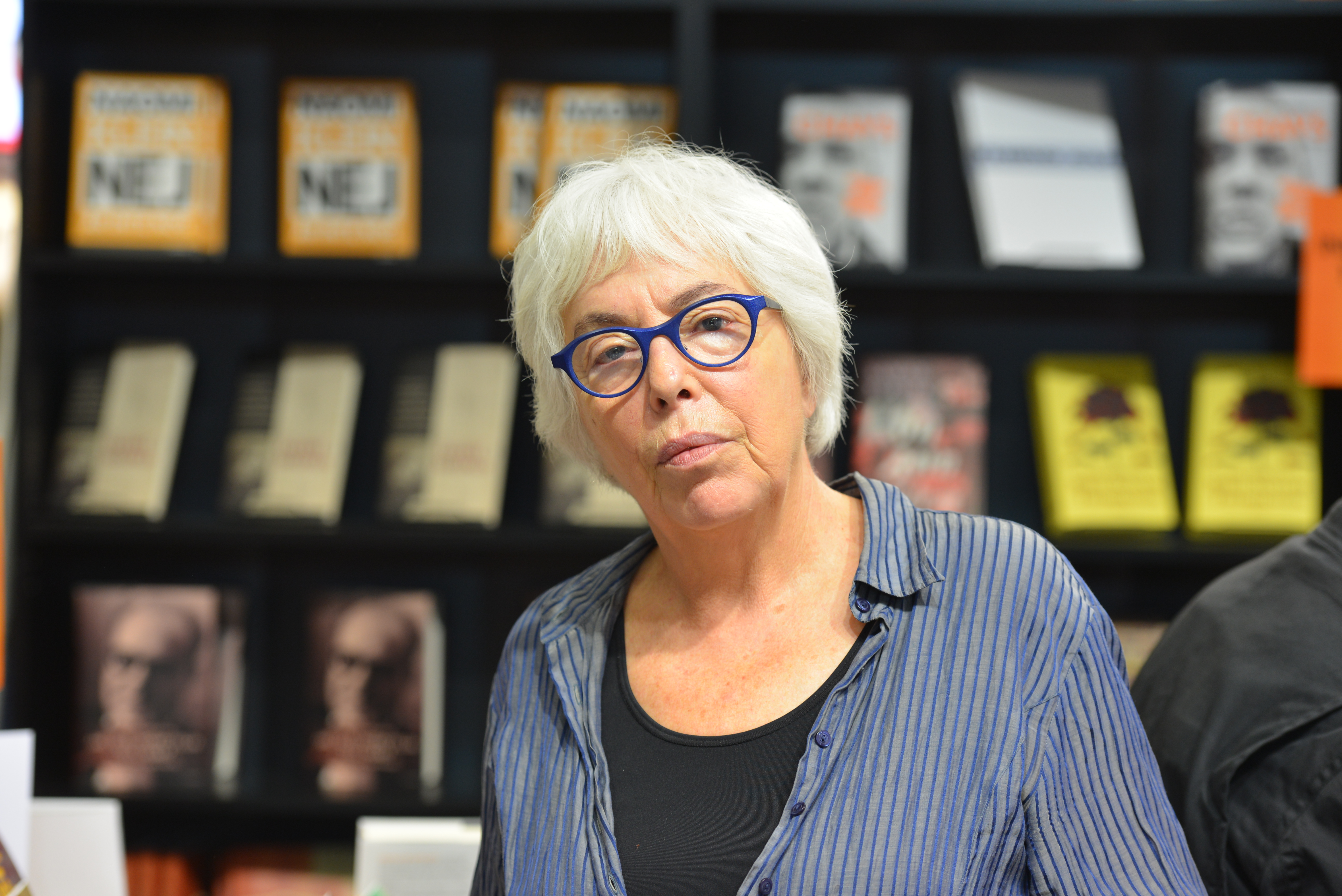
Yvonne Hirdman vid en signering på Bokmässan i Göteborg september 2017.

Yvonne Hirdman, född 18 januari 1943 i Stockholm, är en svensk historiker och professor emerita vid Stockholms universitet.
Hirdman har bland annat bedrivit genusinriktad forskning och är särskilt känd för att i Sverige ha lanserat begreppet genus (1988), vilket då redan etablerats i det engelska språket som gender. Hennes genusteorier kom först att få genomslag i den statliga Maktutredningen, där hon var en av ledamöterna.

## Biografi
Yvonne Hirdman växte upp i Hökarängen, Malmberget och Oskarshamn. Hon avlade en fil.kand.-examen 1968 och disputerade 1974 vid Stockholms universitet med avhandlingen Sverges Kommunistiska Parti 1939–1945.

### Genusforskning
Yvonne Hirdman har forskat mycket om genus och var också den person som på 1980-talet lanserade ordet genus i det svenska språket. År 1988 gav Hirdman ut en rapport på Göteborgs universitet i bokform med titeln: Genussystemet: teoretiska funderingar kring kvinnors sociala underordning, Maktutredningen. Det var i denna rapport som Hirdman skrev om begreppet genus i denna betydelse, och därefter lanserades begreppet i det svenska språket.
År 2004 gav hon ut en bok vid titeln: Genussystemet – reflexioner kring kvinnors sociala underordning. Begreppet blev till hjälp när man pratade om det "kvinnliga" respektive det "manliga" i ett sammanhang av kulturellt och socialt istället för biologiska skillnader. Redan tre år tidigare kom Hirdmans Genus – om det stabilas föränderliga former. En nyare upplaga gavs ut 2003 med samma titel.

### Övrig karriär
Hon har varit professor i historia vid Göteborgs universitet, verksam vid Arbetslivsinstitutet, professor i samtidshistoria vid på Södertörns högskola samt professor i historia vid Stockholms universitet. 2017 var hon professor emerita vid Historiska institutionen.
År 2015 kom hennes självbiografi, Medan jag var ung.
År 2016 promoverades Hirdman till filosofie hedersdoktor vid Åbo Akademi.
Hirdman sommarpratade i Sommar i P1 den 21 juli 2025.

### Familj
Yvonne Hirdman är dotter till språklektorn Einar Hirdman (1916–1999) och Charlotte Hirdman, född Schledt (1906–1966), samt sondotter till Gunnar och Maj Hirdman. Hon är vidare mor till Anja Hirdman och syster till Sven Hirdman och Eili Hirdman.